# Seychelles en los Juegos Olímpicos de Pekín 2008
Seychelles estuvo representada en los Juegos Olímpicos de Pekín 2008 por nueve deportistas, seis hombres y tres mujeres, que compitieron en seis deportes.
El portador de la bandera en la ceremonia de apertura fue el jugador de bádminton Georgie Cupidon. El equipo olímpico seychellense no obtuvo ninguna medalla en estos Juegos.